# Stachybotrys sansevieriae
Stachybotrys sansevieriae är en svampart som beskrevs av G.P. Agarwal & N.D. Sharma 1974. Stachybotrys sansevieriae ingår i släktet Stachybotrys, ordningen köttkärnsvampar, klassen Sordariomycetes, divisionen sporsäcksvampar och riket svampar.   Inga underarter finns listade i Catalogue of Life.